# Sahar Khodayari
Sahar Khodayari (n. 1990 – d. 9 septembrie 2019), cunoscută mai ales ca „Fata Albastră”, a fost o activistă și microbistă iraniană. A fost arestată pentru că a încercat să intre pe stadion pentru a viziona un meci de fotbal, acest lucru fiind interzis femeilor din Iran. S-a sinucis dându-și foc în fața Tribunalului Revoluționar Islamic. Ca urmare, Sahar a devenit un simbol al luptei femeilor din Iran, acostora fiindu-le permis oficial accesul pe stadioane pentru prima dată după revoluția din 1978.